# Alaincourt (Haute-Saône)
Pour les articles homonymes, voir Alaincourt.
Cet article possède un paronyme, voir Azincourt.
Alaincourt est une commune française située dans le département de la Haute-Saône, en Franche-Comté, dans la région administrative Bourgogne-Franche-Comté.

## Géographie

### Communes limitrophes
|          | Selles     | Pont-du-Bois |
|          | Alaincourt | Vauvillers   |
| Montdoré |            |              |

### Climat
Pour des articles plus généraux, voir Climat de la Bourgogne-Franche-Comté et Climat de la Haute-Saône.
En 2010, le climat de la commune est de type climat des marges montargnardes, selon une étude du Centre national de la recherche scientifique s'appuyant sur une série de données couvrant la période 1971-2000. En 2020, Météo-France publie une typologie des climats de la France métropolitaine dans laquelle la commune est dans une zone de transition entre le climat océanique altéré et le climat océanique altéré et est dans la région climatique Lorraine, plateau de Langres, Morvan, caractérisée par un hiver rude (1,5 °C), des vents modérés et des brouillards fréquents en automne et hiver.
Pour la période 1971-2000, la température annuelle moyenne est de 10 °C, avec une amplitude thermique annuelle de 16,9 °C. Le cumul annuel moyen de précipitations est de 954 mm, avec 12,7 jours de précipitations en janvier et 9,7 jours en juillet. Pour la période 1991-2020, la température moyenne annuelle observée sur la station météorologique de Météo-France la plus proche, « Bains », sur la commune de La Vôge-les-Bains à 14 km à vol d'oiseau, est de 10,5 °C et le cumul annuel moyen de précipitations est de 1 356,7 mm. 
La température maximale relevée sur cette station est de 40,8 °C, atteinte le 25 juillet 2019 ; la température minimale est de −21,4 °C, atteinte le 24 décembre 2001,,.
Les paramètres climatiques de la commune ont été estimés pour le milieu du siècle (2041-2070) selon différents scénarios d'émission de gaz à effet de serre à partir des nouvelles projections climatiques de référence DRIAS-2020. Ils sont consultables sur un site dédié publié par Météo-France en novembre 2022.

## Urbanisme

### Typologie
Au 1er janvier 2024, Alaincourt est catégorisée commune rurale à habitat dispersé, selon la nouvelle grille communale de densité à sept niveaux définie par l'Insee en 2022.
Elle est située hors unité urbaine et hors attraction des villes,.

### Occupation des sols
L'occupation des sols de la commune, telle qu'elle ressort de la base de données européenne d’occupation biophysique des sols Corine Land Cover (CLC), est marquée par l'importance des forêts et milieux semi-naturels (49,9 % en 2018), en augmentation par rapport à 1990 (48,2 %). La répartition détaillée en 2018 est la suivante : 
forêts (49,8 %), prairies (29,7 %), terres arables (15 %), zones urbanisées (4,7 %), zones agricoles hétérogènes (0,7 %), milieux à végétation arbustive et/ou herbacée (0,1 %). L'évolution de l’occupation des sols de la commune et de ses infrastructures peut être observée sur les différentes représentations cartographiques du territoire : la carte de Cassini (XVIIIe siècle), la carte d'état-major (1820-1866) et les cartes ou photos aériennes de l'IGN pour la période actuelle (1950 à aujourd'hui).

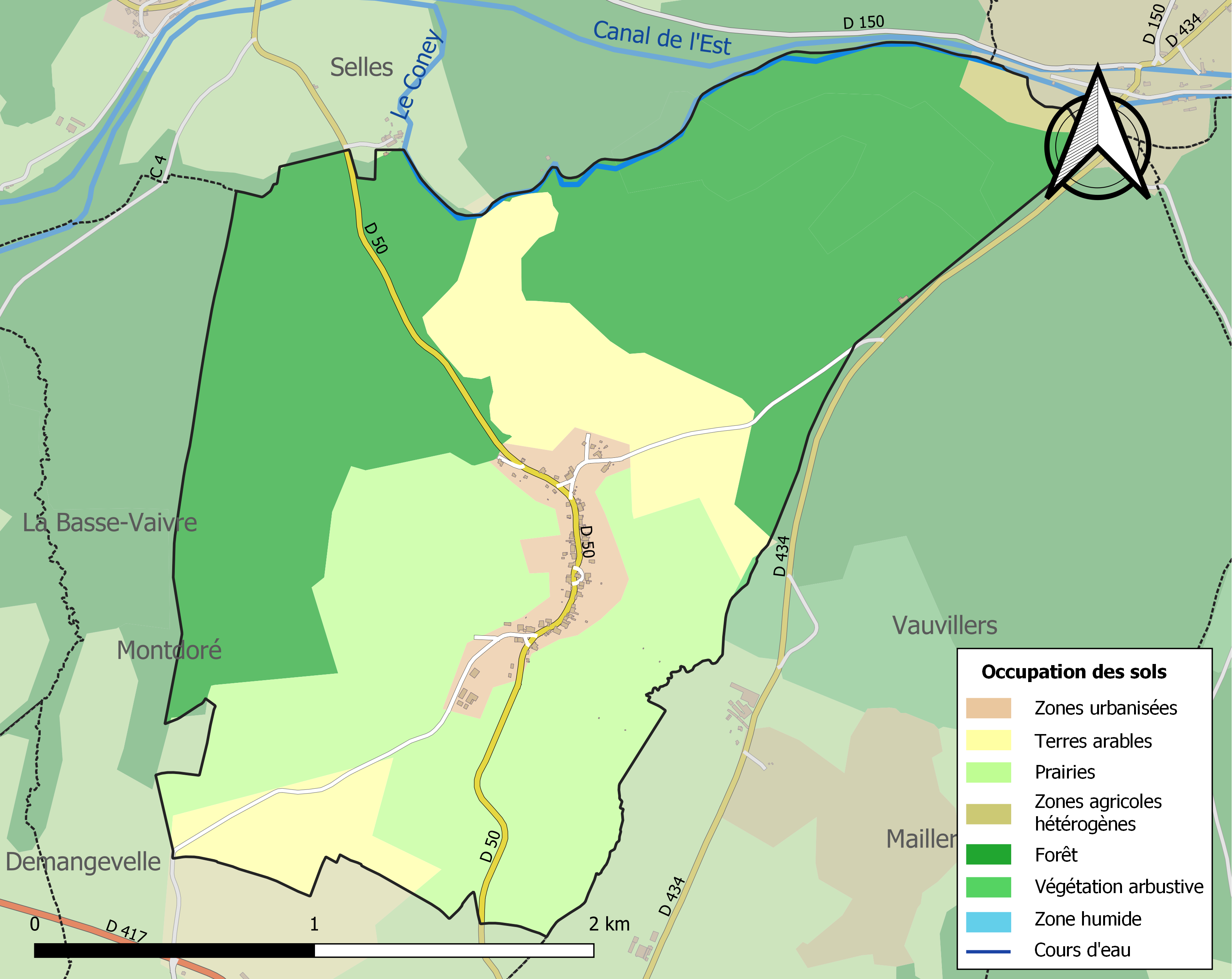
Carte des infrastructures et de l'occupation des sols de la commune en 2018 (CLC).

### Habitat et logement
En 2018, le nombre total de logements dans la commune était de 66, alors qu'il était de 60 en 2013 et de 62 en 2008.
Parmi ces logements, 79,2 % étaient des résidences principales, 8,7 % des résidences secondaires et 12,2 % des logements vacants. Ces logements étaient pour 88,9 % d'entre eux des maisons individuelles et pour 11,1 % des appartements.
Le tableau ci-dessous présente la typologie des logements à Alaincourt en 2018 en comparaison avec celle de la Haute-Saône et de la France entière. Une caractéristique marquante du parc de logements est ainsi une proportion de résidences secondaires et logements occasionnels (8,7 %) supérieure à celle du département (6,2 %) et à celle de la France entière (9,7 %). Concernant le statut d'occupation de ces logements, 72 % des habitants de la commune sont propriétaires de leur logement (73,9 % en 2013), contre 68,7 % pour la Haute-Saône et 57,5 pour la France entière.
| Typologie                                               | Alaincourt | Haute-Saône | France entière |
| ------------------------------------------------------- | ---------- | ----------- | -------------- |
| Résidences principales (en %)                           | 79,2       | 83          | 82,1           |
| Résidences secondaires et logements occasionnels (en %) | 8,7        | 6,2         | 9,7            |
| Logements vacants (en %)                                | 12,2       | 10,8        | 8,2            |

## Toponymie
« En 1275, le village se nommait Halaincort, puis en 1452 Hallaincourt. L’appellation vient du nom d’une personne germanique, Hallin, et de cort qui signifie exploitation rurale ».

Est écrit Hallaincour dans un arrêt de 1702.
Les Alains s’allièrent aux Vandales et entamèrent un périple dévastateur qui les conduira jusqu’en Hispanie et en Afrique du Nord. Certains d’entre eux serviront d’auxiliaires aux Romains, notamment contre Attila. Ce sont sans doute ces derniers qui ont laissé leur nom à Alaincourt.

## Politique et administration

Carte départementale montrant en rouge les communes de la communauté de communes de la Haute Comté.

### Rattachements administratifs et électoraux
La commune fait partie de l'arrondissement de Vesoul du département de la Haute-Saône, en région Bourgogne-Franche-Comté. Pour l'élection des députés, elle dépend de la deuxième circonscription de la Haute-Saône.
Elle faisait partie depuis la Révolution française du canton de Vauvillers. Dans le cadre du redécoupage cantonal de 2014 en France, la commune est désormais rattachée au canton de Jussey.

### Intercommunalité
La commune fait partie  de la communauté de communes de la Haute Comté, créée le 1er janvier 2014 et qui succède à trois petites intercommunalités.

### Liste des maires
| Période                                  | Période                       | Identité          | Étiquette | Qualité           |
| ---------------------------------------- | ----------------------------- | ----------------- | --------- | ----------------- |
| Les données manquantes sont à compléter. |                               |                   |           |                   |
| mars 1989                                |                               | André Morel       |           | Démissionnaire    |
|                                          | 2014                          | Hervé Nictou      |           |                   |
| avril 2014                               | juillet 2020                  | Michel Broutchoux | LR        | Retraité agricole |
| juillet 2020                             | En cours (au 2 décembre 2021) | Antonin Simoes    |           |                   |

### Distinctions et labels
La commune a obtenu une fleur en 2015 au Concours des villes et villages fleuris.

## Démographie
L'évolution du nombre d'habitants est connue à travers les recensements de la population effectués dans la commune depuis 1793. Pour les communes de moins de 10 000 habitants, une enquête de recensement portant sur toute la population est réalisée tous les cinq ans, les populations de référence des années intermédiaires étant quant à elles estimées par interpolation ou extrapolation. Pour la commune, le premier recensement exhaustif entrant dans le cadre du nouveau dispositif a été réalisé en 2004.

En 2022, la commune comptait 98 habitants, en évolution de −15,52 % par rapport à 2016 (Haute-Saône : −1,4 %, France hors Mayotte : +2,11 %).
| 1793 | 1800 | 1806 | 1821 | 1831 | 1836 | 1841 | 1846 | 1851 |
| ---- | ---- | ---- | ---- | ---- | ---- | ---- | ---- | ---- |
| 210  | 239  | 252  | 253  | 214  | 220  | 214  | 232  | 241  |

| 1856 | 1861 | 1866 | 1872 | 1876 | 1881 | 1886 | 1891 | 1896 |
| ---- | ---- | ---- | ---- | ---- | ---- | ---- | ---- | ---- |
| 217  | 207  | 193  | 193  | 181  | 186  | 183  | 171  | 160  |

| 1901 | 1906 | 1911 | 1921 | 1926 | 1931 | 1936 | 1946 | 1954 |
| ---- | ---- | ---- | ---- | ---- | ---- | ---- | ---- | ---- |
| 159  | 153  | 146  | 143  | 131  | 123  | 120  | 103  | 121  |

| 1962 | 1968 | 1975 | 1982 | 1990 | 1999 | 2004 | 2006 | 2009 |
| ---- | ---- | ---- | ---- | ---- | ---- | ---- | ---- | ---- |
| 108  | 92   | 82   | 72   | 85   | 89   | 92   | 96   | 96   |

| 2014 | 2019 | 2022 | - | - | - | - | - | - |
| ---- | ---- | ---- | - | - | - | - | - | - |
| 110  | 104  | 98   | - | - | - | - | - | - |

## Culture locale et patrimoine

### Lieux et monuments
- L'église Saint-Nicolas date des XVe et XVIe siècles, dont la façade et la première travée ont été démolies en 1840 et la façade reconstruite dans un style différent. À gauche de l’autel, on trouve une armoire eucharistique, style flamboyant à tympan, fermée par un quadrillage en fer rond et ouverte sur l’extérieur[12].
- Lavoir et auges d’abreuvoir au Pré la Pate[12].
- La commune compte trois fontaines[12].

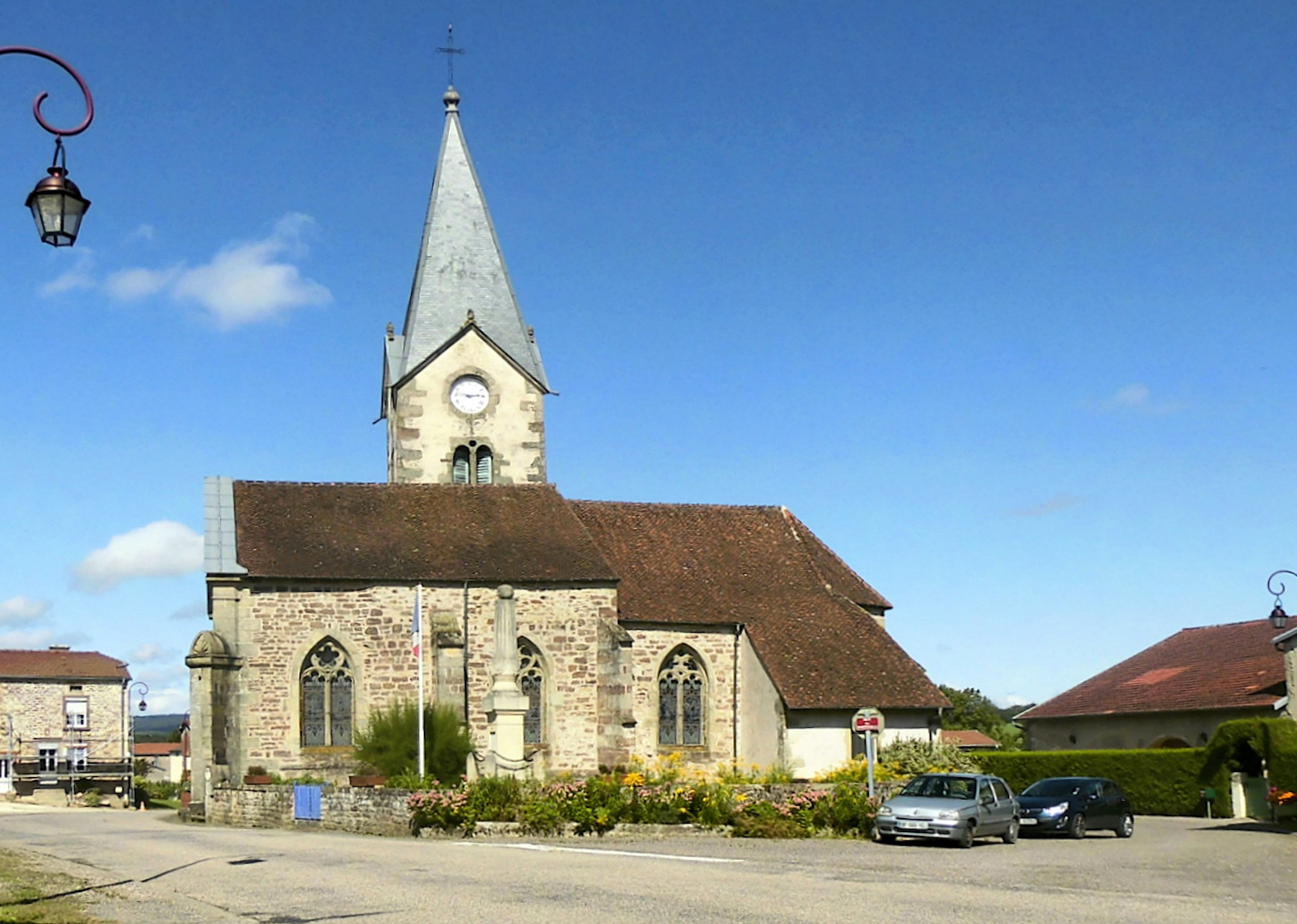
L'église Saint-Nicolas
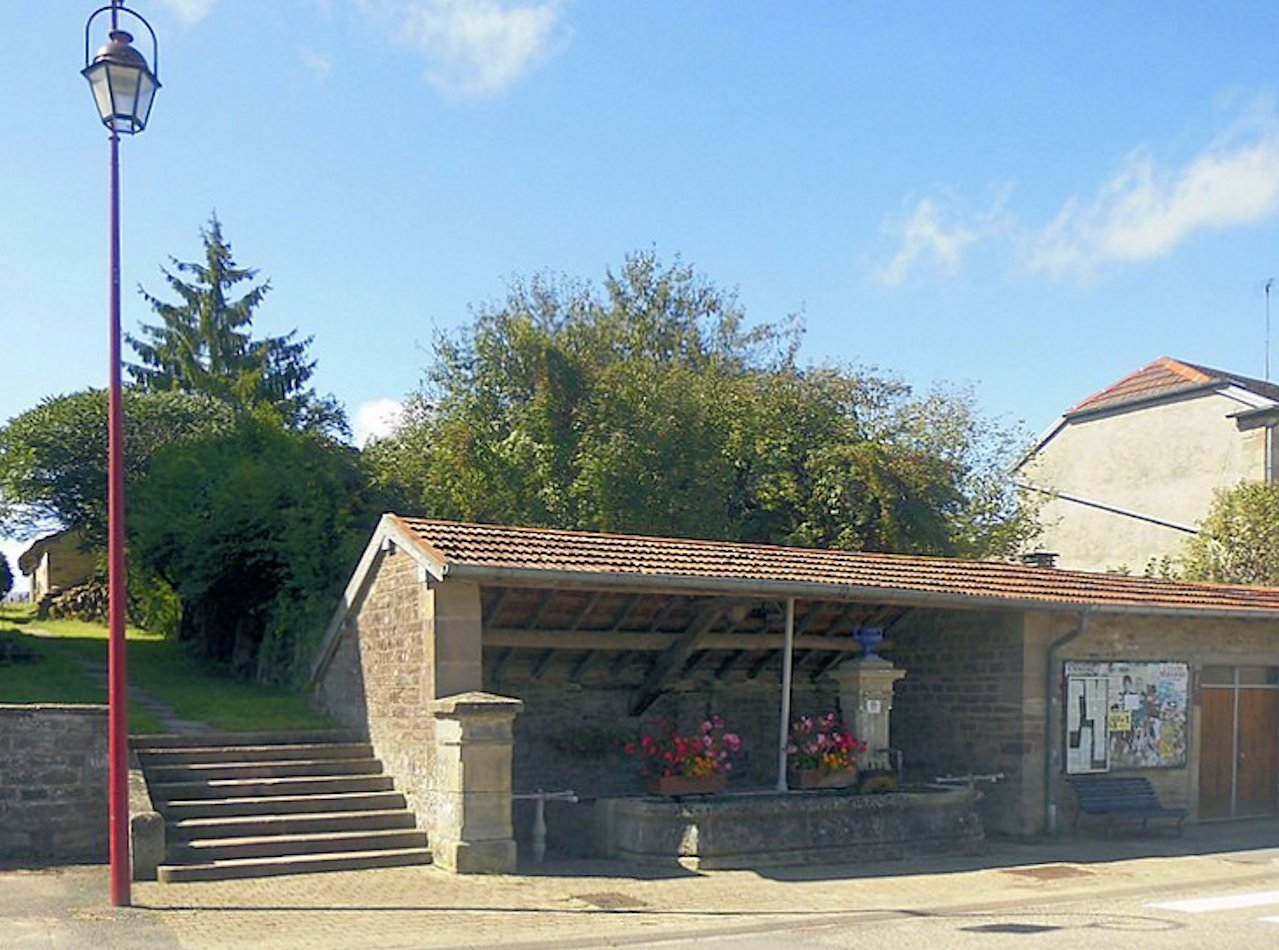
Le lavoir.

### Héraldique
| Blason de Alaincourt | Blason  | D'azur à trois lis de jardin tigés d'argent, leurs pistils d'or mouvant d'un cœur du même ; chapé-ployé d'argent à deux cors de chasse de gueules affrontés par les pavillons, enguichés, virolés, embouchés et pavillonnés de sable.                                    |
| Blason de Alaincourt | Détails | Armoiries conçues par M. Nicolas VERNOT, adoptées par la municipalité le 14 novembre 2011. |
| Blason de Alaincourt | Alias   | D'or à la bordure d'azur chargée de huit besants d'or. Les armoiries en alias, attribuées à la commune par M. Camille HEIDET, sont en réalité tirés de l'ouvrage « Le Blason des Armoiries » de M. Hiérosme de Bara, et n'ont jamais eu le moindre lien avec la commune. |